# Российско-белорусские энергетические конфликты
Российско-белорусские энергетические конфликты — ряд конфликтов между российскими и белорусскими государственными энергетическими компаниями вокруг поставок нефти и природного газа, происходивших на фоне общей тенденции постепенного отхода от льготных условий поставок.

## Конфликт 2006/2007 годов
Первый конфликт начался в декабре 2006 года, когда «Газпром» объявил окончательный вариант цены на природный газ для Республики Беларусь в размере 105 долл. за 1000 м³. Причём, 75 долларов подлежат оплате деньгами, а остальные 30 Белоруссия имела бы право оплатить акциями «Белтрансгаза», который был оценён в 5 миллиардов долларов.
27 декабря председатель совета директоров «Газпрома» Алексей Миллер пригрозил в случае отсутствия контракта до конца 31 декабря 1 января в 10:00 по московскому времени отключить Белоруссию от российского газа. В ответ Белоруссия отказывалась подписать контракт на транзит газа в Европу по своей территории. Европейские потребители опасались, что произойдёт повторение российско-украинского газового конфликта, однако, после 3 дней переговоров 31 декабря, когда до наступления нового года оставалось 2 минуты, контракт на поставку и транзит газа на 2007 год был подписан.
На следующий день правительство России ввело пошлину на экспорт нефти в Белоруссию, так как Белоруссия на протяжении 9 лет не платила России договорённую часть выручки от перепродажи дешёвой российской нефти.
3 января Белоруссия ввела собственную пошлину на транзит нефти, в размере 45 долларов за тонну.
Россия назвала это действие «нарушением двусторонних договорённостей», в том числе и потому, что подобная пошлина является уникальной в мировой практике, в которой транзитные грузы, не произведённые и не потребляемые в стране, пошлинами не облагаются. Вечером 6 января Россия потребовала от белорусских властей отменить «незаконно введённые» пошлины, обещав в случае отказа принять «адекватные» меры. 7 января поступил официальный отказ из Минска.
Утром 8 января Польша заявила о том, что по нефтепроводу «Дружба» перестала поступать российская нефть. Днём руководство компании «Транснефть» заявило, что подача была прекращена по их инициативе, так как, по их словам, имел место незаконный отбор нефти на территории Белоруссии. По словам генерального директора компании Семёна Вайнштока, с 1 января Белоруссия несанкционированным образом изъяла из экспортного трубопровода 79 тыс. тонн нефти.
10 января состоялся телефонный разговор Александра Лукашенко с Владимиром Путиным, после чего в ночь на 11 число Белоруссия отказалась от экспортных пошлин. Той же ночью по нефтепроводу «Дружба» был возобновлён транзит нефти в Европу. 11 января председатель правительства Белоруссии Сергей Сидорский прибыл в Москву, где провёл переговоры с российским коллегой.

## Конфликт 2010 года
Россия не платила за транзит природного газа по территории Белоруссии и задолжала более 220 млн долларов.
Из-за того, что Белоруссия продолжила платить за потребляемый газ по прошлогодней цене, хотя в договоре было предусмотрено повышение цены с 150 до 169 долл., накопилась задолженность перед Газпромом в размере около 200 млн долл., которую президент РФ Медведев в июне 2010 года потребовал погасить. В противном случае, после истечения пятидневного срока РФ пригрозила снизить поставки природного газа в Белоруссию.
По истечении срока, после того как поставки действительно начали снижаться (22 июня) и несмотря на отрицание задолженности и даже встречные финансовые требования, белорусская сторона пообещала погасить все долги в течение двух недель. По словам Александра Лукашенко, деньги в размере 187 миллионов долларов на оплату ему одолжили его друзья, в частности — президент Азербайджана Ильхам Алиев. Однако впоследствии Россия признала и свою задолженность и заплатила Беларусии 220 млн долл.
Причины этого конфликта не понятны, так как в мировой практике вопросы о подобных взаимных долгах решаются тихо, без афиширования.

## 2017 год — «перетаможка»
После очередного нефтегазового спора двух стран, в 2017 году была введена новая форма субсидирования. т. н. «перетаможка»: фактически Минск закупает у России из плановых 24 млн тонн только 18 млн, остальные 6 млн тонн «перетамаживаются» и эта российская нефть идёт транзитом через Белоруссию по трубопроводу «Дружба», не меняя права собственности. Российские компании продают ее на экспорт и платят экспортные пошлины в российский бюджет. Но, согласно договоренностям, Россия возвращает эти деньги из российского в белорусский бюджет, что даёт Минску порядка 500–700 млн долларов.